# 小溪畔 (1879年)
《小溪畔》（法语：Au Bord du Ruisseau；英文：At the Edge of the Brook）是法国画家威廉·阿道夫·布格罗创作于1879年的一副油画。现私人收藏。

## 同名作品
- 小溪畔 (1875年)

## 外部連結
- ARC[永久]
- 臺灣大學網路藝術之西洋名畫欣賞 （页面存档备份，存于）